# Комонник лучний
Комо́нник лучни́й (Succisa pratensis) — вид трав'янистих рослин родини жимолостеві (Caprifoliaceae). Зростає в помірних областях Євразії, а також використовується як декоративна рослина. Етимологія: лат. pratensis — «лучний».

## Опис
Багаторічна трав'яниста рослина з коротким кореневищем. Висота: 30–60 см. Стебла від нерозгалужених до верхньої частини розгалуженої, верхня частина від бідно волохатої до майже голої. Листки супротивні, черешкові; пластини від ланцетних до еліптичних, загострені, з цілими краями, шкірясті, голі, блискучі. Суцвіття напівсферичне, 2–3 см в діаметрі. Квіточки блакитні (фіолетові), рідше білі, воронкоподібні, 4-лопатеві, лопаті однакового розміру, всі квіточки однакового розміру. Тичинок 4. Листочки приквітки в 2–3 ряди, листяні, яйцевиді, запушені й війчасті. Плоди — волохаті, приблизно 5 мм довжиною сім'янки.

## Поширення
Північна Африка (Алжир, Туніс); Європа (Молдова, Україна, Австрія, Бельгія, Чехословаччина, Німеччина, Угорщина, Нідерланди, Польща, Швейцарія, Данія, Фінляндія, Ісландія, Норвегія, Швеція, Велика Британія, Албанія, Болгарія, колишня Югославія, Греція, Італія, Румунія, Франція, Португалія, Іспанія); Азія (Грузія, Росія, Туреччина). Вид натуралізований у деяких частинах Канади й США.
Населяє молоді луки, береги, межі лісів, багаті болота, ліси на межі боліт, лісисті пасовища, широколисті ліси, польові й дорожні насипи. Рослину іноді висаджують як декоративну; вона потребує вологий ґрунт у сонячному місці.
В Україні зростає на вологих луках, у чагарниках, на лісових узліссях — у Карпатах, лісостепу, лісовій зоні, звичайний; у степу дуже рідко.

## Галерея

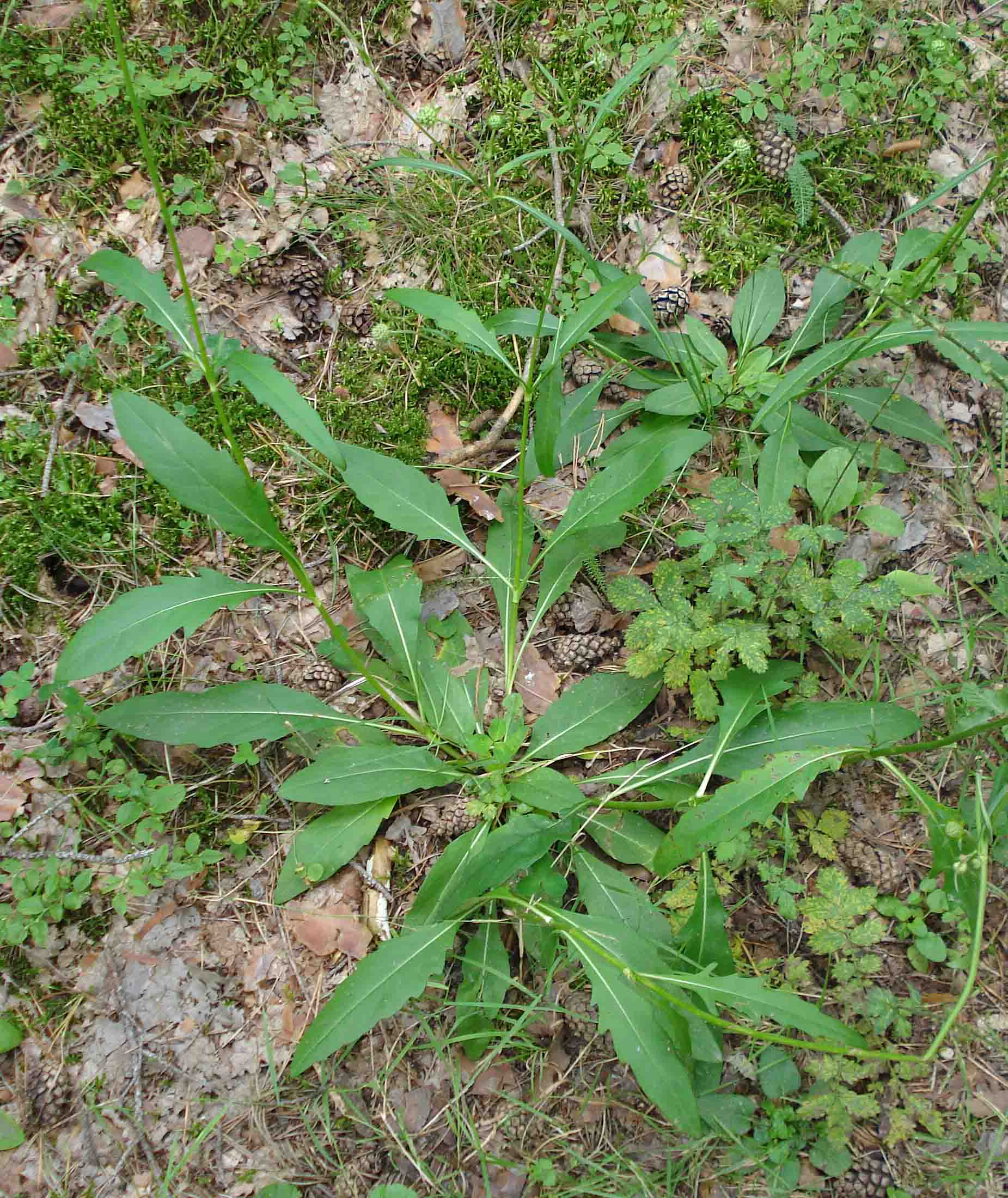
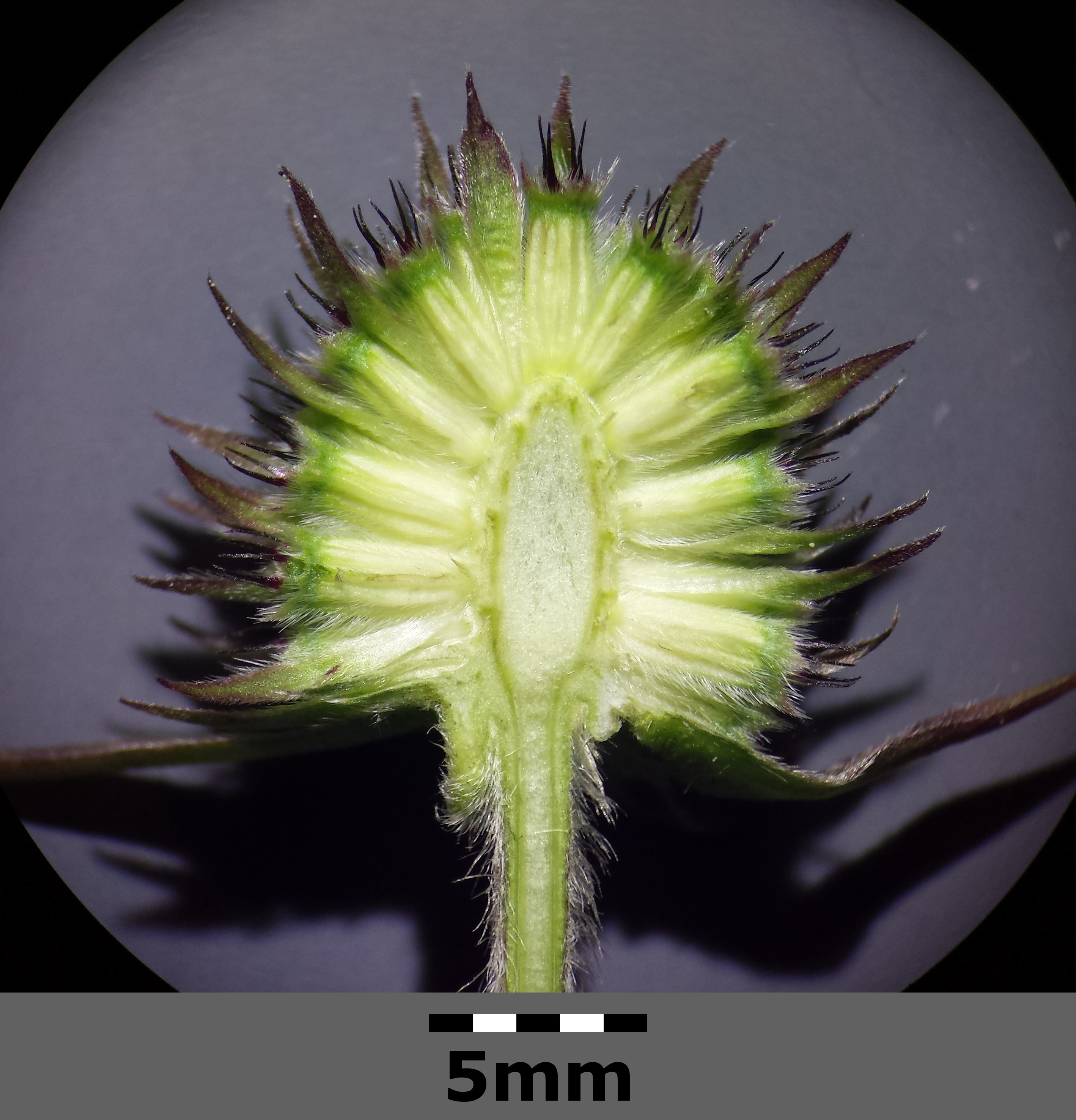
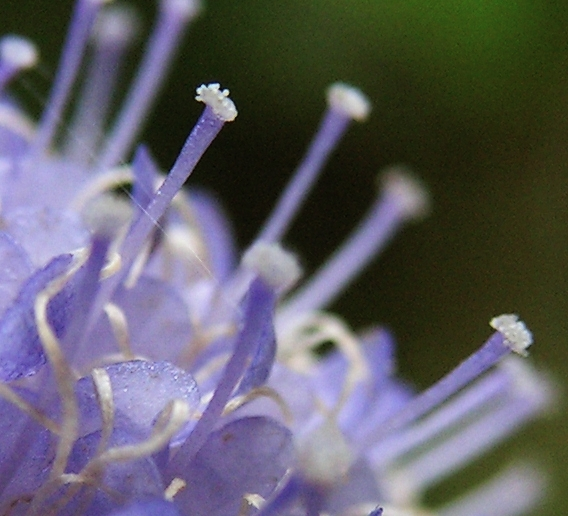
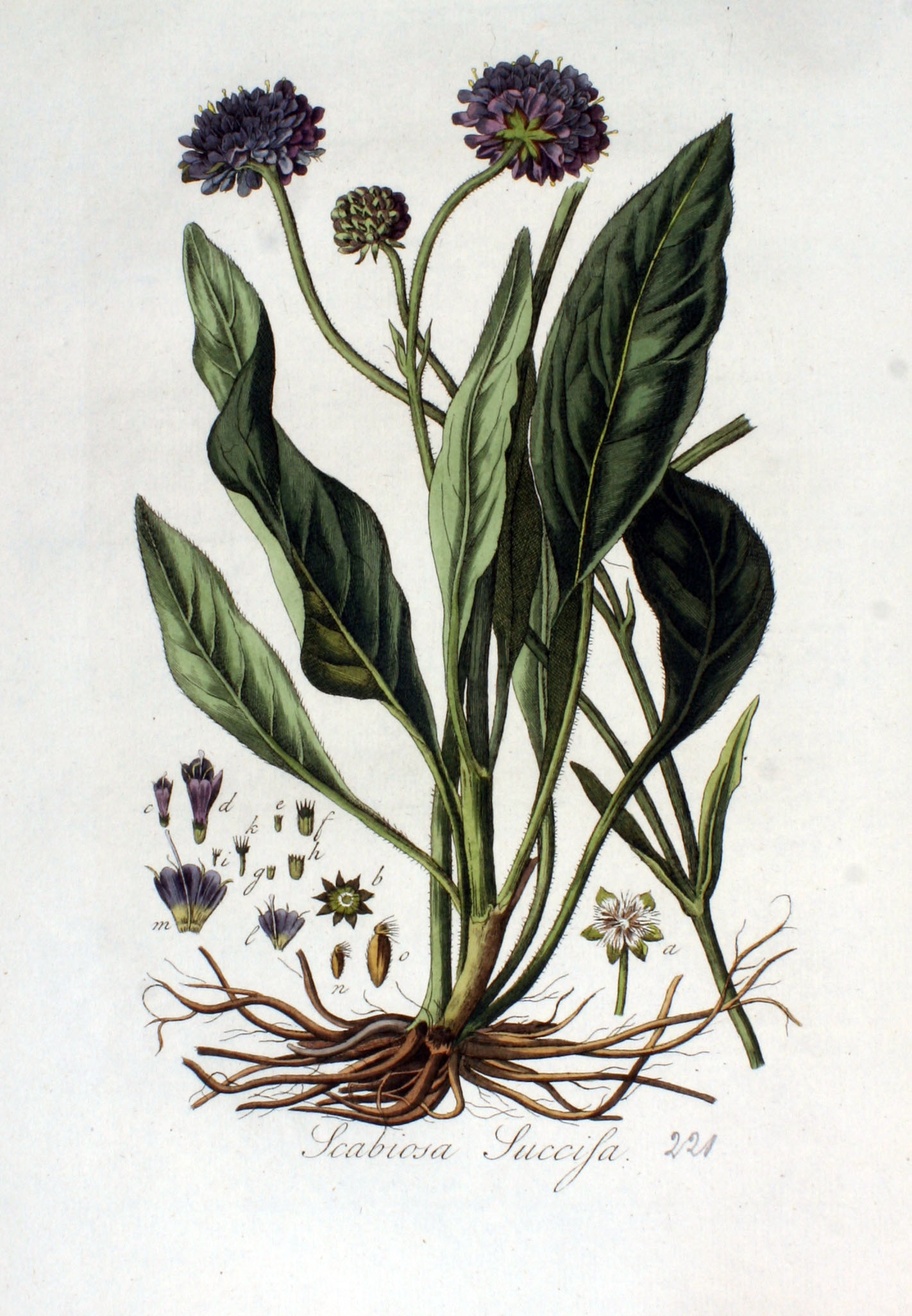